# Azerbajdzjans Grand Prix 2023
Azerbajdzjans Grand Prix 2023, officiellt Formula 1 Azerbaijan Grand Prix 2023, var ett Formel 1-lopp som kördes den 30 april 2023 på Baku City Circuit i Baku i Azerbajdzjan. Det var det fjärde loppet ingående i Formel 1-säsongen 2023 och kördes över 51 varv.

## Bakgrund

### Ställning i mästerskapet före loppet
| Pos. | Förare            | Poäng |
| ---- | ----------------- | ----- |
| 1    | Max Verstappen    | 69    |
| 2    | Sergio Pérez      | 54    |
| 3    | Fernando Alonso   | 45    |
| 4    | Lewis Hamilton    | 38    |
| 5    | Carlos Sainz, Jr. | 20    |

| Pos. | Konstruktör           | Poäng |
| ---- | --------------------- | ----- |
| 1    | Red Bull              | 123   |
| 2    | Aston Martin-Mercedes | 65    |
| 3    | Mercedes              | 56    |
| 4    | Ferrari               | 26    |
| 5    | McLaren-Mercedes      | 12    |

- Notering: Endast de fem bästa placeringarna i vardera mästerskap finns med på listorna.

### Däckval
Däckleverantören Pirelli tog med sig däckblandningarna C3, C4 och C5 (betecknande hårda, medium respektive mjuka) för stallen att använda under tävlingshelgen.

## Träningspasset
Träningspasset ägde rum den 28 april 2023 kl. 13:30-14:30 lokal tid (UTC+04:00). Det var endast ett träningspass under tävlingshelgen pga. det nya sprintformatet.

## Kval
Charles Leclerc för Ferrari tog pole position följt av Red Bull-förarna Sergio Pérez och Max Verstappen.
| Pos.                    | Nr. | Förare           | Konstruktör                | Kvaltider | Kvaltider | Kvaltider | Start- grid |
| Pos.                    | Nr. | Förare           | Konstruktör                | Q1        | Q2        | Q3        | Start- grid |
| ----------------------- | --- | ---------------- | -------------------------- | --------- | --------- | --------- | ----------- |
| 1                       | 16  | Charles Leclerc  | Ferrari                    | 1:41.269  | 1:41.037  | 1:40.203  | 1           |
| 2                       | 1   | Max Verstappen   | Red Bull Racing-Honda RBPT | 1:41.398  | 1:40.822  | 1:40.391  | 2           |
| 3                       | 11  | Sergio Pérez     | Red Bull Racing-Honda RBPT | 1:41.756  | 1:41.131  | 1:40.495  | 3           |
| 4                       | 55  | Carlos Sainz Jr. | Ferrari                    | 1:42.197  | 1:41.369  | 1:41.016  | 4           |
| 5                       | 44  | Lewis Hamilton   | Mercedes                   | 1:42.113  | 1:41.650  | 1:41.177  | 5           |
| 6                       | 14  | Fernando Alonso  | Aston Martin-Mercedes      | 1:41.720  | 1:41.370  | 1:41.253  | 6           |
| 7                       | 4   | Lando Norris     | McLaren-Mercedes           | 1:42.154  | 1:41.485  | 1:41.281  | 7           |
| 8                       | 22  | Yuki Tsunoda     | AlphaTauri-Honda RBPT      | 1:42.234  | 1:41.569  | 1:41.581  | 8           |
| 9                       | 18  | Lance Stroll     | Aston Martin-Mercedes      | 1:42.524  | 1:41.576  | 1:41.6111 | 9           |
| 10                      | 81  | Oscar Piastri    | McLaren-Mercedes           | 1:42.455  | 1:41.636  | 1:41.6111 | 10          |
| 11                      | 63  | George Russell   | Mercedes                   | 1:42.073  | 1:41.654  | N/A       | 11          |
| 12                      | 31  | Esteban Ocon     | Alpine-Renault             | 1:42.622  | 1:41.798  | N/A       | PL2         |
| 13                      | 23  | Alexander Albon  | Williams-Mercedes          | 1:42.171  | 1:41.818  | N/A       | 12          |
| 14                      | 77  | Valtteri Bottas  | Alfa Romeo-Ferrari         | 1:42.582  | 1:42.259  | N/A       | 13          |
| 15                      | 2   | Logan Sargeant   | Williams-Mercedes          | 1:42.242  | 1:42.395  | N/A       | 14          |
| 16                      | 24  | Zhou Guanyu      | Alfa Romeo-Ferrari         | 1:42.642  | N/A       | N/A       | 15          |
| 17                      | 27  | Nico Hülkenberg  | Haas-Ferrari               | 1:42.755  | N/A       | N/A       | PL3         |
| 18                      | 20  | Kevin Magnussen  | Haas-Ferrari               | 1:43.417  | N/A       | N/A       | 16          |
| 19                      | 10  | Pierre Gasly     | Alpine-Renault             | 1:44.853  | N/A       | N/A       | 17          |
| 107 %-gränsen: 1:48.357 |     |                  |                            |           |           |           |             |
| —                       | 21  | Nyck de Vries    | AlphaTauri-Honda RBPT      | 1:55.282  | N/A       | N/A       | 184         |
| Källor:                 |     |                  |                            |           |           |           |             |

Noter
- ^1  – Lance Stroll and Oscar Piastri satte identiska tider i Q3. Stroll fick starta före Piastri då han satt tiden först.[6]
- ^2  – Esteban Ocon kvalade 12:a, men fick starta från depån då han ändrat bilens upphängning under parc fermé.[8]
- ^3  – Nico Hülkenberg kvalade 17:e, men fick starta från depån då han ändrat bilens upphängning under parc fermé.[9]
- ^4  – Nyck de Vries misslyckades att sätta en tid inom 107 %-gränsen, men fick ändå starta i loppet.[7]

## Sprint shootout
Sprint shootout hölls den 29 april 2023 klockan 12:30 lokal tid (UTC+4).
| Pos.                    | Nr. | Förare           | Konstruktör                | Kvaltider | Kvaltider | Kvaltider  | Sprint- grid |
| Pos.                    | Nr. | Förare           | Konstruktör                | SQ1       | SQ2       | SQ3        | Sprint- grid |
| ----------------------- | --- | ---------------- | -------------------------- | --------- | --------- | ---------- | ------------ |
| 1                       | 16  | Charles Leclerc  | Ferrari                    | 1:42.820  | 1:42.500  | 1:41.697   | 1            |
| 2                       | 11  | Sergio Pérez     | Red Bull Racing-Honda RBPT | 1:43.858  | 1:42.925  | 1:41.844   | 2            |
| 3                       | 1   | Max Verstappen   | Red Bull Racing-Honda RBPT | 1:43.288  | 1:42.417  | 1:41.987   | 3            |
| 4                       | 63  | George Russell   | Mercedes                   | 1:43.763  | 1:43.112  | 1:42.252   | 4            |
| 5                       | 55  | Carlos Sainz Jr. | Ferrari                    | 1:43.622  | 1:42.909  | 1:42.287   | 5            |
| 6                       | 44  | Lewis Hamilton   | Mercedes                   | 1:43.561  | 1:43.061  | 1:42.502   | 6            |
| 7                       | 23  | Alexander Albon  | Williams-Mercedes          | 1:43.987  | 1:43.376  | 1:42.846   | 7            |
| 8                       | 14  | Fernando Alonso  | Aston Martin-Mercedes      | 1:43.789  | 1:42.976  | 1:43.010   | 8            |
| 9                       | 18  | Lance Stroll     | Aston Martin-Mercedes      | 1:43.879  | 1:43.375  | 1:43.064   | 9            |
| 10                      | 4   | Lando Norris     | McLaren-Mercedes           | 1:43.938  | 1:43.395  | Ingen tid1 | 10           |
| 11                      | 81  | Oscar Piastri    | McLaren-Mercedes           | 1:44.179  | 1:43.427  | N/A        | 11           |
| 12                      | 27  | Nico Hülkenberg  | Haas-Ferrari               | 1:44.843  | 1:43.806  | N/A        | 12           |
| 13                      | 31  | Esteban Ocon     | Alpine-Renault             | 1:44.433  | 1:44.088  | N/A        | PL2          |
| 14                      | 20  | Kevin Magnussen  | Haas-Ferrari               | 1:44.101  | 1:44.332  | N/A        | 13           |
| 15                      | 2   | Logan Sargeant   | Williams-Mercedes          | 1:44.042  | Ingen tid | N/A        | —3           |
| 16                      | 24  | Zhou Guanyu      | Alfa Romeo-Ferrari         | 1:45.177  | N/A       | N/A        | 14           |
| 17                      | 77  | Valtteri Bottas  | Alfa Romeo-Ferrari         | 1:45.352  | N/A       | N/A        | 15           |
| 18                      | 22  | Yuki Tsunoda     | AlphaTauri-Honda RBPT      | 1:45.436  | N/A       | N/A        | 16           |
| 19                      | 10  | Pierre Gasly     | Alpine-Renault             | 1:46.951  | N/A       | N/A        | 17           |
| 20                      | 21  | Nyck de Vries    | AlphaTauri-Honda RBPT      | 1:48.180  | N/A       | N/A        | 18           |
| 107 %-gränsen: 1:48.617 |     |                  |                            |           |           |            |              |
| Källor:                 |     |                  |                            |           |           |            |              |

Noter
- ^1  – Lando Norris kunde inte sätta någon tid i SQ3 då han inte hade ett nytt set mjuka däck, som var obligatoriskt i kvalrundan.[13]
- ^2  – Esteban Ocon kvalade 13:e, men fick starta från depån då han ändrat bilens upphängning under parc fermé.[8]
- ^3  – Logan Sargeant kvalade 15:e, men startade inte i sprinten på grund av en tidigare krasch. Förarna bakom Sargeant fick då starta en plats längre fram.[14]

## Sprint
Sprintracet kördes den 29 april 2023 klockan 17:30 lokal tid (UTC+4).
| Pos.                                                                          | No. | Förare           | Konstruktör                | Varv | Tid/Bröt        | Grid | Poäng |
| ----------------------------------------------------------------------------- | --- | ---------------- | -------------------------- | ---- | --------------- | ---- | ----- |
| 1                                                                             | 11  | Sergio Pérez     | Red Bull Racing-Honda RBPT | 17   | 33:17.667       | 2    | 8     |
| 2                                                                             | 16  | Charles Leclerc  | Ferrari                    | 17   | +4.463          | 1    | 7     |
| 3                                                                             | 1   | Max Verstappen   | Red Bull Racing-Honda RBPT | 17   | +5.065          | 3    | 6     |
| 4                                                                             | 63  | George Russell   | Mercedes                   | 17   | +8.532          | 4    | 5     |
| 5                                                                             | 55  | Carlos Sainz Jr. | Ferrari                    | 17   | +10.388         | 5    | 4     |
| 6                                                                             | 14  | Fernando Alonso  | Aston Martin-Mercedes      | 17   | +11.613         | 8    | 3     |
| 7                                                                             | 44  | Lewis Hamilton   | Mercedes                   | 17   | +16.503         | 6    | 2     |
| 8                                                                             | 18  | Lance Stroll     | Aston Martin-Mercedes      | 17   | +18.417         | 9    | 1     |
| 9                                                                             | 23  | Alexander Albon  | Williams-Mercedes          | 17   | +21.757         | 7    |       |
| 10                                                                            | 81  | Oscar Piastri    | McLaren-Mercedes           | 17   | +22.851         | 11   |       |
| 11                                                                            | 20  | Kevin Magnussen  | Haas-Ferrari               | 17   | +27.990         | 13   |       |
| 12                                                                            | 24  | Zhou Guanyu      | Alfa Romeo-Ferrari         | 17   | +34.602         | 14   |       |
| 13                                                                            | 10  | Pierre Gasly     | Alpine-Renault             | 17   | +36.918         | 17   |       |
| 14                                                                            | 21  | Nyck de Vries    | AlphaTauri-Honda RBPT      | 17   | +41.626         | 18   |       |
| 15                                                                            | 27  | Nico Hülkenberg  | Haas-Ferrari               | 17   | +48.587         | 12   |       |
| 16                                                                            | 77  | Valtteri Bottas  | Alfa Romeo-Ferrari         | 17   | +49.917         | 15   |       |
| 17                                                                            | 4   | Lando Norris     | McLaren-Mercedes           | 17   | +51.104         | 10   |       |
| 18                                                                            | 31  | Esteban Ocon     | Alpine-Renault             | 17   | +1:00.621       | PL   |       |
| DNF                                                                           | 22  | Yuki Tsunoda     | AlphaTauri-Honda RBPT      | 2    | Kollisionsskada | 16   |       |
| DNS                                                                           | 2   | Logan Sargeant   | Williams-Mercedes          | 0    | Startade ej     | —1   |       |
| Snabbaste varv: Sergio Pérez (Red Bull Racing-Honda RBPT) – 1:43.616 (lap 11) |     |                  |                            |      |                 |      |       |
| Källor:                                                                       |     |                  |                            |      |                 |      |       |

Notes
- ^1  – Logan Sargeant startade inte i sprinten på grund av en tidigare krasch. Förarna bakom Sargeant fick då starta en plats längre fram.[14]

## Loppet
Loppet kördes den 30 april 2023 klockan 15:00 lokal tid (UTC+4).
| Pos.                                                           | No. | Förare           | Konstruktör                | Varv | Tid/Bröt     | Grid | Poäng |
| -------------------------------------------------------------- | --- | ---------------- | -------------------------- | ---- | ------------ | ---- | ----- |
| 1                                                              | 11  | Sergio Pérez     | Red Bull Racing-Honda RBPT | 51   | 1:32:42.436  | 3    | 25    |
| 2                                                              | 1   | Max Verstappen   | Red Bull Racing-Honda RBPT | 51   | +2.137       | 2    | 18    |
| 3                                                              | 16  | Charles Leclerc  | Ferrari                    | 51   | +21.217      | 1    | 15    |
| 4                                                              | 14  | Fernando Alonso  | Aston Martin-Mercedes      | 51   | +22.024      | 6    | 12    |
| 5                                                              | 55  | Carlos Sainz Jr. | Ferrari                    | 51   | +45.491      | 4    | 10    |
| 6                                                              | 44  | Lewis Hamilton   | Mercedes                   | 51   | +46.145      | 5    | 8     |
| 7                                                              | 18  | Lance Stroll     | Aston Martin-Mercedes      | 51   | +51.617      | 9    | 6     |
| 8                                                              | 63  | George Russell   | Mercedes                   | 51   | +1:14.240    | 11   | 51    |
| 9                                                              | 4   | Lando Norris     | McLaren-Mercedes           | 51   | +1:20.376    | 7    | 2     |
| 10                                                             | 22  | Yuki Tsunoda     | AlphaTauri-Honda RBPT      | 51   | +1:23.862    | 8    | 1     |
| 11                                                             | 81  | Oscar Piastri    | McLaren-Mercedes           | 51   | +1:26.501    | 10   |       |
| 12                                                             | 23  | Alexander Albon  | Williams-Mercedes          | 51   | +1:28.623    | 12   |       |
| 13                                                             | 20  | Kevin Magnussen  | Haas-Ferrari               | 51   | +1:29.729    | 16   |       |
| 14                                                             | 10  | Pierre Gasly     | Alpine-Renault             | 51   | +1:31.332    | 17   |       |
| 15                                                             | 31  | Esteban Ocon     | Alpine-Renault             | 51   | +1:37.794    | PL   |       |
| 16                                                             | 2   | Logan Sargeant   | Williams-Mercedes          | 51   | +1:40.943    | 14   |       |
| 17                                                             | 27  | Nico Hülkenberg  | Haas-Ferrari               | 50   | +1 varv      | PL   |       |
| 18                                                             | 77  | Valtteri Bottas  | Alfa Romeo-Ferrari         | 50   | +1 varv      | 13   |       |
| DNF                                                            | 24  | Zhou Guanyu      | Alfa Romeo-Ferrari         | 36   | Överhettning | 15   |       |
| DNF                                                            | 21  | Nyck de Vries    | AlphaTauri-Honda RBPT      | 9    | Olycka       | 18   |       |
| Snabbaste varv: George Russell (Mercedes) – 1:43.370 (varv 51) |     |                  |                            |      |              |      |       |
| Källor:                                                        |     |                  |                            |      |              |      |       |

Notes
- ^1  – Inkluderar en poäng för snabbaste varv.[17]

## Ställning i mästerskapet efter loppet
| Pos. | Förare            | Poäng |
| ---- | ----------------- | ----- |
| 1 ▬  | Max Verstappen    | 93    |
| 2 ▬  | Sergio Pérez      | 87    |
| 3 ▬  | Fernando Alonso   | 60    |
| 4 ▬  | Lewis Hamilton    | 48    |
| 5 ▬  | Carlos Sainz, Jr. | 34    |

| Pos. | Konstruktör           | Poäng |
| ---- | --------------------- | ----- |
| 1 ▬  | Red Bull              | 180   |
| 2 ▬  | Aston Martin-Mercedes | 87    |
| 3 ▬  | Mercedes              | 76    |
| 4 ▬  | Ferrari               | 62    |
| 5 ▬  | McLaren-Mercedes      | 14    |

- Notering: Endast de fem bästa placeringarna i vardera mästerskap finns med på listorna.